# الماكف (الرقة)
الماكف قرية سورية تتبع ناحية سلوك في منطقة تل أبيض في محافظة الرقة. بلغ عدد سكانها 15 نسمة في عام 2004 حسب إحصاء المكتب المركزي للإحصاء.